# عمر حجيرة
عمر حجيرة سياسي مغربي ولد في وجدة سنة 1967. وهو عضو في اللجنة المركزية لحزب الاستقلال المغربي، وعضو في المجلس الوطني وسكرتير فرع حزب الاستقلال في وجدة. في الانتخابات التشريعية لشتنبر 2007، انتخب من بين أربعة برلمانيين عن دائرة وجدة أنجاد. انتخب مستشارا في الانتخابات الجماعية 2009. انتخب رئيسا للجماعة الحضرية وجدة سنة 2009.
أعيد انتخابه للولاية التشريعية 2021-2026.

## السيرة

### الأصل والدراسة
هو نجل النائب البرلماني الأسبق عبد الرحمن حجيرة ورئيس بلدية مدينة وجدة الأسبق. وهو شقيق أحمد توفيق حجيرة، الوزير المسؤول عن الإسكان والتخطيط العمراني في حكومات جطو 1 وجطو الثاني وعباس الفاسي. درس الصيدلة  في بولندا

### نائبا عن وجدة
ترشح لأول مرة في الانتخابات البرلمانية عام 2002 في المغرب حيث فشل قبل أن يخوض الانتخابات البرلمانية لعام 2007 في المغرب حيث انتخب نائبا برلمانيا عن وجدة.

### عمدة وجدة

#### حادث 2009
قاد اقتراع 12يونيو 2009 أربع تشكيلات سياسية إلى مجلس مدينة وجدة وهي: حزب العدالة والتنمية (21 مقعدًا)، الحركة الشعبية (14 مقعدًا)، الاستقلال (13 مقعدًا)، حزب الأصالة والمعاصرة (16 مقعدًا). نص اتفاق مبدئي بين حزب العدالة والتنمية والحركة الشعبية على تشكيل ائتلاف مجلس المدينة، وسد الطريق أمام رئيس البلدية المنتهية ولايته السيد حدوش (حزب الأصالة والمعاصرة) الذي حظي بدعم عمر حجيرة (الاستقلال) شقيق توفيق حجيرة، وزير السكنى. يوم انتخاب المجلس، أوقف باشا وجدة الاجتماع لعدم اكتمال النصاب القانوني.
انتخب عمر حجيرة أخيرًا رئيسًا لبلدية المدينة بأغلبية 36 صوتًا من أصل 65 مقابل 28 لخصمه من حزب العدالة والتنمية.
استمرت جلسة التصويت التي عقدت خلف أبواب مغلقة لأكثر من 8 ساعات وأغلقت أمام الصحافة وقادة حزب العدالة والتنمية. كما أصيب المستشار البلدي نور الدين بوبكر (حزب العدالة والتنمية) بإصابة في الرأس إثر احتكاكات مع القوات العمومية التي أغلقت جميع الطرق المؤدية إلى البلدية.

#### حادث 2015
في الانتخابات البلدية لعام 2015، فاز عمر حجيرة بـ 7 أصوات فقط مقابل 28 صوتًا لحزب العدالة والتنمية و 30 صوتًا لحزب الأصالة والمعاصرة. رفض منتخبو حزب الأصالة والمعاصرة والاستقلال الحضور لانتخاب رئيس البلدية. بعد تبرئته من تهم الفساد سنة 2017، عاد للمثول أمام محكمة جرائم الأموال سنة 2023. لتتم تبرئته بصفة نهائية بعد تبرئته من كل التهم المنسوبة اليه بعد تأييد محكمة الاستئناف بالرباط للحكم الابتدائي القاضي بالبراءة خلال سنة 2023